# Open-ended Working Group on Nuclear Disarmament
Die Open-ended Working Group on Nuclear Disarmament, kurz OEWG, ist eine ergebnisoffene Arbeitsgruppe der UNO zum Atomwaffenverbot. Sie wurde 2010 etabliert.
Im Oktober 2015 wurde eine zweite Gesprächsrunde beschlossen. Sie fand in drei Teilen statt:
- 22. bis 26. Februar 2016
- 2. bis 13. Mai 2016
- 5. bis 19. August 2016

Obwohl die deutsche Bundesregierung an der Gesprächsrunde 2016 teilnahm, stimmte sie auf der UN-Vollversammlung im Dezember 2016 gegen Verhandlungen  über ein „völkerrechtlich bindendes Instrument zum Verbot von Atomwaffen, das zu ihrer vollständigen Abschaffung führt.“ Dennoch fand die erste Verhandlungskonferenz im März mit zunächst 129 der 193 UN-Staaten statt.